# 曹袭先
曹袭先（？—？），江西新建人，是一名清朝政治人物。
曹袭先曾于1758年接替薛清来任南汇县知县一职，1759年由李兆宏接任。